# フリッツ・カチラー
フリッツ・カハラー（Friedrich "Fritz" Kachler、1888年1月12日 - 1973年5月14日）は、オーストリアウィーン出身のフィギュアスケート選手。

## 経歴
- 1912年、1913年、1924年世界フィギュアスケート選手権 優勝。
- 1914年、1924年ヨーロッパフィギュアスケート選手権 優勝。

フィギュアスケートは1920年夏季アントワープオリンピックと1924年に第一回冬季オリンピックであるシャモニーオリンピックにて開催されたが、
競技にナショナリズムを持ち込まれることを嫌い、オリンピックには出場しなかった。
引退後は審判として活動。また、エンジニアの主任として鉄道会社に勤務した。

## 主な戦績
| 大会/年    | 1910-11 | 1911-12 | 1912-13 | 1913-14 | 1921-22 | 1922-23 | 1923-24 | 1924-25 |
| ---------- | ------- | ------- | ------- | ------- | ------- | ------- | ------- | ------- |
| 世界選手権 | 3       | 1       | 1       | 2       | 2       | 1       |         | 2       |
| 欧州選手権 |         |         |         | 1       | 2       |         | 1       |         |